# 一貫教育
一貫教育（いっかんきょういく）とは、幼稚園から高等学校あるいは大学まで同一またはグループの学校において目的に応じた教育を行う教育方式のことを指す教育課程である。民間のみならず、国家プロジェクトとしても導入が図られている。

## 海外
フランスのLMDプログラムでは大学学部と大学院修士は一貫されることもあるが、博士はそうではない。アメリカ合衆国とロシア連邦では学部でいったん卒業させ、その後に修博一貫教育がなされることが多いが、特に決まってはいない。中国には学士・修士・博士一貫プログラムが存在する。